# Pierścień (grzyby)

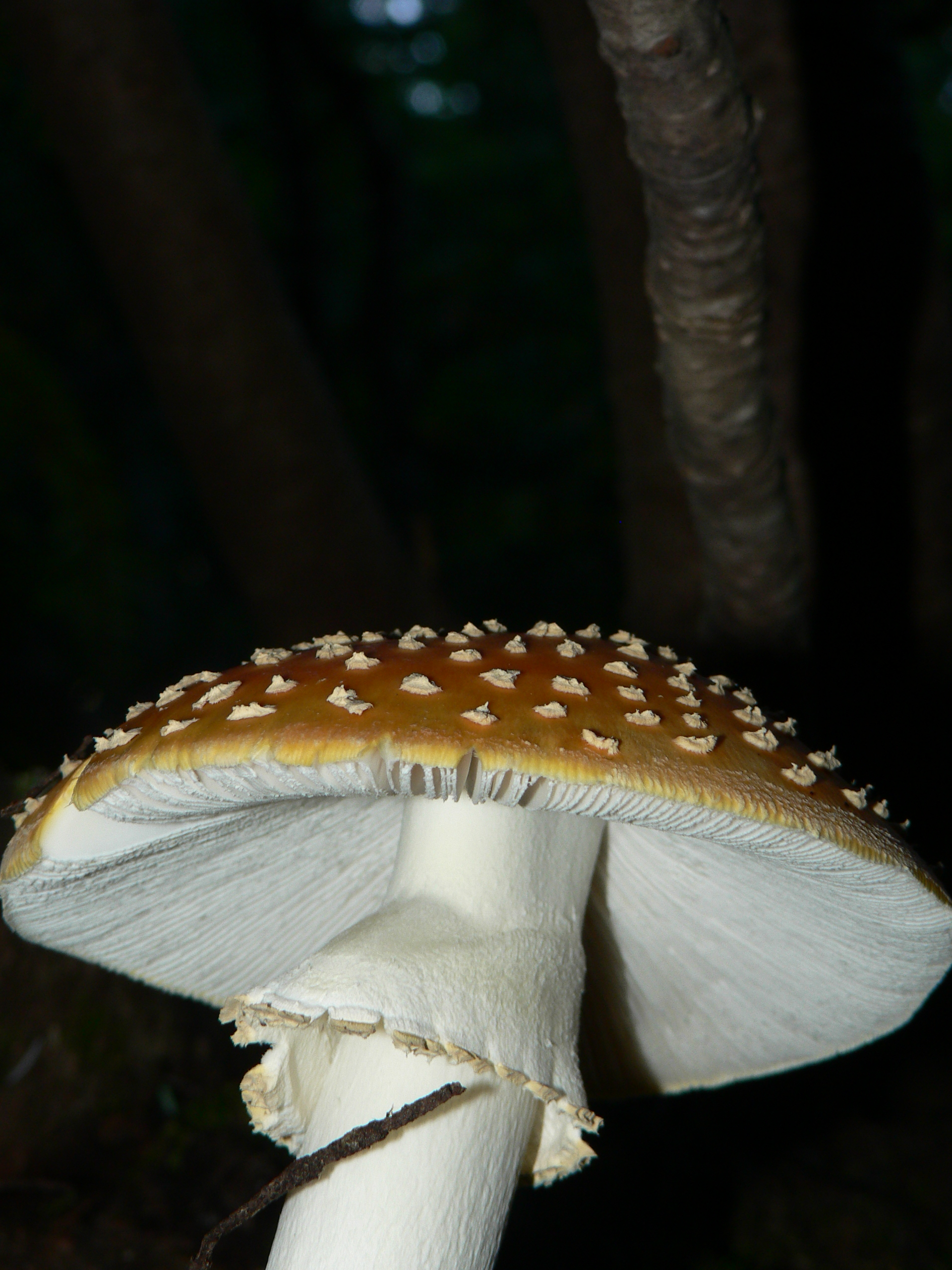
Pierścień u muchomora czerwonego

Pierścień (łac. annulus) – u grzybów kapeluszowych część osłony znajdująca się na trzonie. Może powstać na trzy sposoby: z osłony częściowej, osłony całkowitej, lub obydwu osłon. U opieniek (Armillaria) powstaje z obydwu osłon. Podczas wzrostu owocnika osłona ulega rozerwaniu, a jej resztki pozostają na różnych częściach owocnika (w zależności od gatunku), jako łatki, strzępki czy brodawki na kapeluszu, pierścień na trzonie lub pochwa w nasadzie trzonu.

## Cechy pierścienia
Trwałość
U niektórych gatunków pierścień jest trwały, u niektórych jest nietrwały, tzn. wstępuje tylko na młodych owocnikach, później zanika, u niektórych brak go zupełnie, czasami występuje tylko w postaci śladowej jako strefa pierścieniowa. Pierścienie nietrwałe mają różne synonimiczne terminy związane z nimi, takie jak ulotny, efemeryczny, zanikający, przejściowy, lub nietrwały.
Rodzaje
- pojedynczy, podwójny lub krynolinowy (z zasnówką)
- silnie związany z trzonem lub w postaci obrączki łatwo dającej się po trzonie przesuwać (o takim pierścieniu mówi się, że jest wolny, taki pierścień ma np. czubajka kania Macrolepiota procera)[2]
- zwisający (jak u muchomora twardawego Amanita excelsa) lub wzniesiony (jak u czubajeczki cuchnącej Lepiota cristata)

Położenie
Może być w górnej części trzonu, powyżej jego połowy, na środku, poniżej środka lub blisko podstawy trzonu.
Tekstura
Pierścień może wykazywać specyficzne cechy, które mogą być pomocne przy identyfikacji gatunku. Pierścień może być gruby (z grubym, często wytrzymałym miąższem), gwiaździsty (w kształcie gwiazdy lub koła zębatego), błoniasty (cienki, często drobny), kłaczkowaty, wełnisty, łuskowaty:

zwisający
wzniesiony
podwójny
wolny
z zasnówką
strzępiasty